# Tmarus pizai
Tmarus pizai är en spindelart som beskrevs av Soares 1941. Tmarus pizai ingår i släktet Tmarus och familjen krabbspindlar. Inga underarter finns listade i Catalogue of Life.